# Orthogastropoda
Sous-classe
Orthogastropoda est une sous-classe de gastéropodes (précédemment Prosobranchia, Opisthobranchia).

## Classification d'après Ponder & Lindberg
Super-ordre Cocculiniformia Haszprunar, 1987
- -     -       - Super-famille Cocculinoidea Dall, 1882
      - Super-famille Lepetelloidea Dall, 1882

Super-ordre ‘Hot Vent Taxa' Ponder & Lindberg, 1997
- Ordre Neomphaloida Sitnikova & Starobogatov, 1983
  -     -       - Super-famille Neomphaloidea McLean, 1981
      - Super-famille Peltospiroidea McLean, 1989

Super-ordre Vetigastropoda Salvini-Plawen, 1989
- -     -       - Super-famille Fissurelloidea Flemming, 1822
      - Super-famille Haliotoidea Rafinesque, 1815
      - Super-famille Lepetodriloidea McLean, 1988
      - Super-famille Pleurotomarioidea Swainson, 1840
      - Super-famille Seguenzioidea Verrill, 1884
      - Super-famille Trochoidea Rafinesque, 1815

Super-ordre Neritaemorphi Koken, 1896
- Ordre Cyrtoneritomorpha (fossile)
- Ordre Neritopsina Cox & Knight, 1960
  -     -       - Super-famille Neritoidea Lamarck, 1809

Super-ordre Caenogastropoda Cox, 1960
- Ordre Architaenioglossa Haller, 1890
  -     -       - Super-famille Ampullarioidea J.E. Gray, 1824
      - Super-famille Cyclophoroidea J.E. Gray, 1847 (gastéropode terrestres)
- Ordre Sorbeoconcha Ponder & Lindberg, 1997
  - Sous-ordre Discopoda P. Fischer, 1884
    -       - Super-famille Campaniloidea Douvillé, 1904
      - Super-famille Cerithioidea Férussac, 1822

  - Sous-ordre Hypsogastropoda Ponder & Lindberg, 1997
    - Infra-ordre Littorinimorpha Golikov & Starobogatov, 1975
      - Super-famille Calyptraeoidea Lamarck, 1809
      - Super-famille Capuloidea J. Fleming, 1822
      - Super-famille Carinarioidea Blainville, 1818
      - Super-famille Cingulopsoidea Fretter & Patil, 1958
      - Super-famille Cypraeoidea Rafinesque, 1815
      - Super-famille Ficoidea Meek, 1864
      - Super-famille Laubierinoidea Warén & Bouchet, 1990
      - Super-famille Littorinoidea (Children), 1834
      - Super-famille Naticoidea Forbes, 1838
      - Super-famille Rissooidea J.E. Gray, 1847
      - Super-famille Stromboidea Rafinesque, 1815
      - Super-famille Tonnoidea Suter, 1913
      - Super-famille Trivioidea Troschel, 1863
      - Super-famille Vanikoroidea J.E. Gray, 1840
      - Super-famille Velutinoidea J.E. Gray, 1840
      - Super-famille Vermetoidea Rafinesque, 1815 (« worm shells »)
      - Super-famille Xenophoroidea Troschel, 1852

    - Infra-ordre Ptenoglossa J.E. Gray, 1853
      - Super-famille Eulimoidea Philippi, 1853
      - Super-famille Janthinoidea Lamarck, 1812
      - Super-famille Triphoroidea J.E. Gray, 1847

    - Infra-ordre Neogastropoda Thiele, 1929
      - Super-famille Buccinoidea
      - Super-famille Cancellarioidea Forbes & Hanley, 1851
      - Super-famille Conoidea Rafinesque, 1815
      - Super-famille Muricoidea Rafinesque, 1815

Super-ordre Heterobranchia J.E. Gray, 1840
- Ordre Heterostropha P. Fischer, 1885
  -     -       - Super-famille Architectonicoidea J.E. Gray, 1840
      - Super-famille Nerineoidea Zittel, 1873 (fossile)
      - Super-famille Omalogyroidea G.O. Sars, 1878
      - Super-famille Pyramidelloidea J.E. Gray, 1840
      - Super-famille Rissoelloidea J.E. Gray, 1850
      - Super-famille Valvatoidea J.E. Gray, 1840
- Ordre Opisthobranchia Milne-Edwards, 1848
  - Sous-ordre Cephalaspidea P. Fischer, 1883
    -       - Super-famille Acteonoidea D'Orbigny, 1835
      - Super-famille Bulloidea Lamarck, 1801
      - Super-famille Cylindrobulloidea Thiele, 1931
      - Super-famille Diaphanoidea Odhner, 1914
      - Super-famille Haminoeoidea Pilsbry, 1895
      - Super-famille Philinoidea J.E. Gray, 1850
      - Super-famille Ringiculoidea Philippi, 1853

  - Sous-ordre Sacoglossa Von Ihering, 1876
    -       - Super-famille Oxynooidea H. & A. Adams, 1854

  - Sous-ordre Anaspidea P. Fischer, 1883 (lièvres de mer)
    -       - Super-famille Akeroidea Pilsbry, 1893
      - Super-famille Aplysioidea Lamarck, 1809

  - Sous-ordre Notaspidea P. Fischer, 1883
    -       - Super-famille Tylodinoidea J.E. Gray, 1847
      - Super-famille Pleurobranchoidea Férussac, 1822

  - Sous-ordre Thecosomata Blainville, 1824
    - Infra-ordre Euthecosomata
      - Super-famille Limacinoidea
      - Super-famille Cavolinioidea

    - Infra-ordre Pseudothecosomata
      - Super-famille Peraclidoidea
      - Super-famille Cymbulioidea

  - Sous-ordre Gymnosomata Blainville, 1824
    -       -         - Famille Clionidae Rafinesque, 1815
        - Famille Cliopsidae Costa, 1873
        - Famille Hydromylidae Pruvot-Fol, 1942
        - Famille Laginiopsidae Pruvot-Fol, 1922
        - Famille Notobranchaeidae Pelseneer, 1886
        - Famille Pneumodermatidae Latreille, 1825
        - Famille Thliptodontidae Kwietniewski, 1910

  - Sous-ordre Nudibranchia Blainville, 1814 (nudibranches)
    - Infra-ordre Anthobranchia Férussac, 1819
      - Super-famille Doridoidea Rafinesque, 1815
      - Super-famille Doridoxoidea Bergh, 1900
      - Super-famille Onchidoridoidea Alder & Hancock, 1845
      - Super-famille Polyceroidea Alder & Hancock, 1845

    - Infra-ordre Cladobranchia Willan & Morton, 1984
      - Super-famille Dendronotoidea Allman, 1845
      - Super-famille Arminoidea Rafinesque, 1814
      - Super-famille Metarminoidea Odhner in Franc, 1968
      - Super-famille Aeolidioidea J.E. Gray, 1827
- Ordre Pulmonata Cuvier in Blainville, 1814 (pulmonés)
  - Sous-ordre Systellommatophora Pilsbry, 1948
    -       - Super-famille Onchidioidea Rafinesque, 1815
      - Super-famille Otinoidea H. & A. Adams, 1855
      - Super-famille Rathouisioidea Sarasin, 1889

  - Sous-ordre Basommatophora Keferstein in Bronn, 1864
    -       - Super-famille Acroloxoidea Thiele, 1931
      - Super-famille Amphiboloidea J.E. Gray, 1840
      - Super-famille Chilinoidea H. & A. Adams, 1855
      - Super-famille Glacidorboidea Ponder, 1986
      - Super-famille Lymnaeoidea Rafinesque, 1815
      - Super-famille Planorboidea Rafinesque, 1815
      - Super-famille Siphonarioidea J.E. Gray, 1840

  - Sous-ordre Eupulmonata Haszprunar & Huber, 1990
    - Infra-ordre Acteophila Dall, 1885 (précédemment Archaeopulmonata)
      - Super-famille Melampoidea Stimpson, 1851

    - Infra-ordre Trimusculiformes Minichev & Starobogatov, 1975
      - Super-famille Trimusculoidea Zilch, 1959

    - Infra-ordre Stylommatophora A. Schmidt, 1856 escargots terrestres
      - Subinfra-ordre Orthurethra
        - Super-famille Achatinelloidea Gulick, 1873
        - Super-famille Cochlicopoidea Pilsbry, 1900
        - Super-famille Partuloidea Pilsbry, 1900
        - Super-famille Pupilloidea Turton, 1831

      - Subinfra-ordre Sigmurethra
        - Super-famille Acavoidea Pilsbry, 1895
        - Super-famille Achatinoidea Swainson, 1840
        - Super-famille Aillyoidea Baker, 1960
        - Super-famille Arionoidea J.E. Gray in Turnton, 1840
        - Super-famille Buliminoidea Clessin, 1879
        - Super-famille Camaenoidea Pilsbry, 1895
        - Super-famille Clausilioidea Mörch, 1864
        - Super-famille Dyakioidea Gude & Woodward, 1921
        - Super-famille Gastrodontoidea Tryon, 1866
        - Super-famille Helicoidea Rafinesque, 1815
        - Super-famille Helixarionoidea Bourguignat, 1877
        - Super-famille Limacoidea Rafinesque, 1815
        - Super-famille Oleacinoidea H. & A. Adams, 1855
        - Super-famille Orthalicoidea Albers-Martens, 1860
        - Super-famille Plectopylidoidea Moellendorf, 1900
        - Super-famille Polygyroidea Pilsbry, 1894
        - Super-famille Punctoidea Morse, 1864
        - Super-famille Rhytidoidea Pilsbry, 1893
        - Super-famille Sagdidoidera Pilsbry, 1895
        - Super-famille Staffordioidea Thiele, 1931
        - Super-famille Streptaxoidea J.E. Gray, 1806
        - Super-famille Strophocheiloidea Thiele, 1926
        - Super-famille Trigonochlamydoidea Hese, 1882
        - Super-famille Zonitoidea Mörch, 1864
        - ? Super-famille Athoracophoroidea P. Fischer, 1883 (= Tracheopulmonata)
        - ? Super-famille Succineoidea Beck, 1837 (= Heterurethra)

- -     -       - Super-famille Loxonematoidea Koken, 1889
      - Super-famille Lophospiroidea Wenz, 1938
      - Super-famille Straparollinoidea

    - Grade Subulitoidea Lindström, 1884

Incertæ sedis
- Ordre Murchisoniina Cox & Knight, 1960 (fossile)
  -     -       - Super-famille Murchisonioidea Koken, 1889
      - Super-famille Loxonematoidea Koken, 1889
      - Super-famille Lophospiroidea Wenz, 1938
      - Super-famille Straparollinoidea

    - Grade Subulitoidea Lindström, 1884